# Ladies Invited
| Recensione                        | Giudizio        |
| --------------------------------- | --------------- |
| AllMusic                          | [ 1 ]           |
| Robert Christgau                  | B               |
| The New Rolling Stone Album Guide | [ 3 ]           |
| Sputnikmusic                      | 4.0 (Excellent) |

Ladies Invited quinto album discografico del gruppo musicale rock statunitense dei The J. Geils Band, fu pubblicato dalla casa discografica Atlantic Records nel novembre del 1973.

## Tracce

### LP
Lato A
Testi e musiche di Peter Wolf e Seth Justman.
1. Did You No Wrong – 4:08
2. I Can't Go On – 5:05
3. Lay Your Good Thing Down – 4:36
4. That's Why I'm Thinking of You – 3:14
5. No Doubt About It – 3:50

Lato B
Testi e musiche di Peter Wolf e Seth Justman.
1. The Lady Makes Demands – 4:22
2. My Baby Don't Love Me – 3:43
3. Diddyboppin' – 3:32
4. Take a Chance (On Romance) – 3:41
5. Chimes – 5:05

## Formazione
- J. Geils - chitarre
- Peter Wolf - voce
- Seth Justman - tastiere, voce
- Magic Dick (Richard Salwitz) - harp
- Daniel Klein - basso
- Stephen Jo Bladd - percussioni, voce

Note aggiuntive
- Bill Szymczyk - produttore (per la Pandora Productions Ltd.)
- Registrazioni effettuate al The Hit Factory di New York City, New York (Stati Uniti)
- Bill Szymczyk e Allan Blazek - ingegneri delle registrazioni
- Mixaggio effettuato al Caribou Ranch, Nederland, Colorado (Stati Uniti)
- Antonio (Antonio Lopez) - disegno copertina album
- Douglas T. Slade - design interno copertina album
- Ira Friedlander - design album
- Robert Agriopoulos - fotografia
- Juke Joint Jimmt - assistenza speciale
- The J. Geils Band - arrangiamenti[6]

## Classifica
| Anno | Classifica    | Posizione raggiunta |
| ---- | ------------- | ------------------- |
| 1974 | Billboard 200 | 51                  |